# AFC Ajax
AFC Ajax (pronunție în neerlandeză [ˈaːjɑks]) este un club de fotbal profesionist din Țările de Jos. A fost fondat în Amsterdam la 18 martie 1900. Este unul dintre cele mai mari cluburi de fotbal din Europa și din lume. Face parte din cercul select de cinci echipe care au primit dreptul de a păstra trofeul Cupei Campionilor Europeni după ce a câștigat competiția între 1971 și 1973. În 1972 a reușit o triplă istorică, obținând și Cupa Campionilor pe lângă cele două trofee interne, campionatul și cupa Țărilor de Jos. Ajax, Juventus Torino, Bayern München și Manchester City sunt cele trei echipe care au în palmares toate cele trei trofee importante puse în joc de UEFA, Liga Campionilor, Cupa Cupelor și Cupa UEFA. Își dispută meciurile de pe teren propriu pe stadionul Amsterdam Arena, inaugurat în 1996.

## Istorie
După ce clubul a fost creat și acceptat în Liga Olandeză de Fotbal, Ajax a petrecut nu mai puțin de 10 ani în divizia secundă înainte de promovarea din sezonul început în 1911. Și totuși această promovare nu a durat decât 3 sezoane, pentru că în 1914 Ajax a retrogradat pentru ultima oară în divizia secundă.
Destinul clubului s-a schimbat rapid odată cu venirea pe banca tehnică a antrenorului Jack Reynolds, care a petrecut 35 de ani la conducerea echipei. Sub conducerea acestui antrenor legendar pentru istoria Ajax-ului, aceștia au câștigat Campionatul Național în 1918. Din acel moment Ajax s-a aflat întotdeaua în fruntea clasamentului.
Clubul are o îndelungată rivalitate cu PSV Eindhoven. Echipa mai este cunoscută și sub numele de Lăncierii.
La Ajax Amsterdam au jucat și o serie de jucători români dintre care cel mai reprezentativi sunt Cristian Chivu, Bogdan Lobonț, George Ogăraru și Răzvan Marin.
În perioada 1971-1973 clubul olandez a fost antrenat de românul Ștefan Kovács, antrenor ce a reușit să aducă o serie de trofee importante în palmaresul echipei Ajax.

### Sezonul 2009-10
Ajax Amsterdam evoluează în Europa League unde a trecut de grupa A din care mai făceau parte și echipele Anderlecht, Dinamo Zagreb și FC Timișoara. În șaisprezecimi va întâlni echipa italiană Juventus Torino.

## Steme
|  |  |  |  |  |  |  |

## Stadion

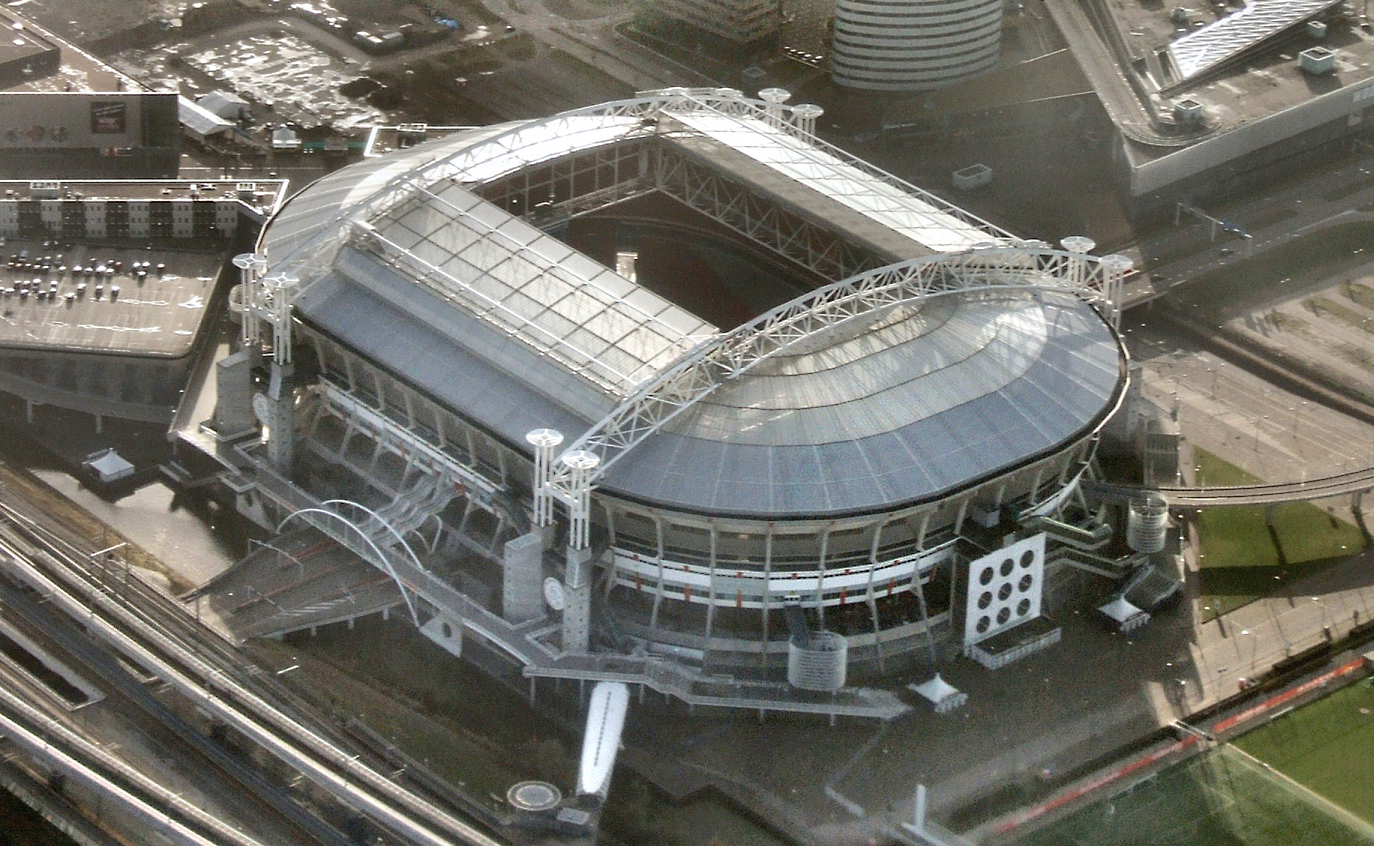
Johan Cruijff Arena, stadionul echipei Ajax

Stadionul de casă al echipei este Johan Cruijff Arena, stadion cu o capacitate de 54.990 de locuri.

## Echipe afiliate
Cu următoarele echipe Ajax Amsterdam are contract de colaborare:
- Ajax Cape Town (1999–prezent)[3]
- Almere City (2005–prezent)[4]
- Barcelona (2007–prezent)[5][6]
- Cruzeiro (2007–prezent)[7]
- Beijing Guoan (2007–prezent)[8]
- Palmeiras (2010–prezent)[9]
- AS Trenčín (2012–prezent)[10]
- Germinal Beerschot (1999–2003)[11]
- Ashanti Goldfields (1999–2003)[12]
- Ajax Orlando Prospects (2003–2007)[13]
- HFC Haarlem (2006–2010)[14]
- FC Volendam (2007–2010)[15]

## Spectatori
Această diagramă prezintă media de spectatori pentru meciurile de acasă ale lui Ajax începând cu 1988 până în 2012.
| 10467 |

| 11823 |

| 17000 |

| 22479 |

| 18994 |

| 21429 |

| 22724 |

| 23584 |

| 21992 |

| 48069 |

| 48423 |

| 41275 |

| 40873 |

| 36339 |

| 35809 |

| 47571 |

| 48996 |

| 49595 |

| 47737 |

| 48561 |

| 49125 |

| 49014 |

| 48677 |

| 47316 |

| 50146 |

| 50490 |

## Lotul actual
La 9 august 2025
| Nr. |               | Poziție | Jucător                                      |
| --- | ------------- | ------- | -------------------------------------------- |
| 1   | Cehia         | P       | Vítězslav Jaroš (împrumutat de la Liverpool) |
| 2   | Brazilia      | F       | Lucas Rosa                                   |
| 3   | Danemarca     | F       | Anton Gaaei                                  |
| 4   | Japonia       | F       | Ko Itakura                                   |
| 5   | Țările de Jos | F       | Owen Wijndal                                 |
| 6   | Țările de Jos | M       | Youri Regeer                                 |
| 7   | Spania        | A       | Raúl Moro                                    |
| 8   | Țările de Jos | M       | Kenneth Taylor                               |
| 9   | Țările de Jos | A       | Brian Brobbey                                |
| 10  | Israel        | M       | Oscar Gloukh                                 |
| 11  | Belgia        | A       | Mika Godts                                   |
| 12  | Țările de Jos | P       | Joeri Heerkens                               |
| 13  | Turcia        | F       | Ahmetcan Kaplan                              |
| 15  | Țările de Jos | F       | Youri Baas                                   |
| 17  | Norvegia      | A       | Oliver Edvardsen                             |

| Nr. |               | Poziție | Jucător                        |
| --- | ------------- | ------- | ------------------------------ |
| 18  | Țările de Jos | M       | Davy Klaassen (căpitan)        |
| 20  | Burkina Faso  | A       | Bertrand Traoré                |
| 21  | Țările de Jos | M       | Branco van den Boomen          |
| 22  | Țările de Jos | P       | Remko Pasveer                  |
| 23  | Țările de Jos | M       | Steven Berghuis (vice-căpitan) |
| 24  | Belgia        | F       | Jorthy Mokio                   |
| 25  | Țările de Jos | A       | Wout Weghorst                  |
| 28  | Țările de Jos | M       | Kian Fitz-Jim                  |
| 30  | Țările de Jos | F       | Aaron Bouwman                  |
| 36  | Țările de Jos | F       | Dies Janse                     |
| 37  | Croația       | F       | Josip Šutalo                   |
| 42  | Țările de Jos | F       | Nick Verschuren                |
|     | Țările de Jos | F       | Gerald Alders                  |
|     | Țările de Jos | F       | Tristan Gooijer                |
|     | Norvegia      | M       | Sivert Mannsverk               |

### Rezerve și tineret
Conform site-ului oficial.
| Nr. |               | Poziție | Jucător         |
| --- | ------------- | ------- | --------------- |
| 31  | Belgia        | F       | Jorthy Mokio    |
| 36  | Țările de Jos | F       | Dies Janse      |
| 41  | Țările de Jos | M       | Julian Brandes  |
| 42  | Țările de Jos | F       | Nick Verschuren |
| 44  | Țările de Jos | F       | Aaron Bouwman   |
| 45  | Țările de Jos | F       | Precious Ugwu   |
| 46  | Țările de Jos | F       | Lucas Jetten    |
| 47  | Țările de Jos | F       | Gerald Alders   |
| 48  | Maroc         | F       | Diyae Jermoumi  |
| 49  | Țările de Jos | A       | Jaydon Banel    |
| 50  | Polonia       | A       | Jan Faberski    |

| Nr. |               | Poziție | Jucător           |
| --- | ------------- | ------- | ----------------- |
| 51  | Anglia        | P       | Charlie Setford   |
| 52  | Țările de Jos | P       | Paul Reverson     |
| 53  | Țările de Jos | A       | Rico Speksnijder  |
| 55  | Maroc         | M       | Rida Chahid       |
| 56  | Țările de Jos | A       | David Kalokoh     |
| 57  | Țările de Jos | A       | Yoram Boerhout    |
| 58  | Țările de Jos | M       | Nassef Chourak    |
| 59  | Țările de Jos | A       | Don-Angelo Konadu |
| 61  | Țările de Jos | A       | Kayden Wolff      |
| 62  | Țările de Jos | A       | Skye Vink         |
|     | Belgia        | F       | Ethan Butera      |

Pentru mai multe detalii despre acest subiect, vedeți Jong Ajax.

### Numere retrase
- 14 –  Johan Cruyff

## Jucători notabili
| 1910–1920 - Jan van Dort (M) - Theo Brokmann (A) 1920–1930 - Jan de Natris (M) - Wim Anderiesen (M) - Wim Volkers (A) 1930–1940 - Gerrit Fischer (A) - Piet van Reenen (A) 1940–1950 - Gé van Dijk (A) - Guus Dräger (M) - Theo Brokmann, Jr. (A) 1950–1960 - Rinus Michels (A) 1960–1970 - Bennie Muller (M) - Cees Groot (A) - Henk Groot (A) - Johan Cruijff (M) | 1960–1970 (continued) - Klaas Nuninga (A) - Piet Keizer (A) - Sjaak Swart (A) - Velibor Vasović (F) - Wim Suurbier (F) 1970–1980 - Barry Hulshoff (F) - Dick Schoenaker (M) - Frank Arnesen (M) - Johan Neeskens (M) - Johnny Rep (A) - Ruud Geels (A) - Ruud Krol (F) - Søren Lerby (M) - Tschen La Ling (A) 1980–1990 - Danny Blind (F) - Frank Rijkaard (M) - Gerald Vanenburg (M) - Marco van Basten (A) - Ronald Koeman (M) | 1990–2000 - Clarence Seedorf (M) - Edgar Davids (M) - Edwin van der Sar (P) - Dennis Bergkamp (A) - Frank de Boer (F) - Jari Litmanen (M) - Marc Overmars (A) - Michael Reiziger (F) - Patrick Kluivert (A) 2000–2010 - Jaap Stam (F) - Klaas-Jan Huntelaar (A) - Luis Suárez (A) - Rafael van der Vaart (M) - Zlatan Ibrahimović (A) - Wesley Sneijder (M) - Christian Eriksen (M) |

- Cristian Chivu (F)

## Antrenori
| - Jack Kirwan (1910–15) - Jack Reynolds (1915–25) - Harold Rose (1925–26) - Stanley Castle (1926–28) - Jack Reynolds (1928–40) - Vilmos Halpern (1940–41) - Wim Volkers (1941–42) - Dolf van Kol (1942–45) - Jack Reynolds (1945–47) - Robert Smith (1947–48) - Walter Crook (1948–50) - Robert Thomson (1950–53) - Walter Crook (1953–54) - Karl Humenberger (1954–59) - Vic Buckingham (1959–61) - Keith Spurgeon (1961–62) - Joseph Gruber (1962–63) - Jack Rowley (1963–64) - Vic Buckingham (1964–65) | - Rinus Michels (1965–71) - Ștefan Kovács (1971–73) - George Knobel (1973–74) - Bobby Haarms (1974) - Hans Kraay (1974–75) - Rinus Michels (1975–76) - Tomislav Ivić (1976–78) - Cor Brom (1978–79) - Leo Beenhakker (1979–81) - Kurt Linder (1981–82) - Aad de Mos (1982–85) - Johan Cruijff (1985–88) - Kurt Linder (1988) - Spitz Kohn, Bobby Haarms și Barry Hulshoff. (1988–89, interim) - Leo Beenhakker (1989–91) - Louis van Gaal (1991–97) - Morten Olsen (1997–99) - Jan Wouters (1999–00) | - Hans Westerhof (2000, interim) - Co Adriaanse (2000–01) - Ronald Koeman (2001–05) - Ruud Krol (2005, interim) - Danny Blind (2005–06) - Henk ten Cate (2006–07) - Adrie Koster (2007–08, interim) - Marco van Basten (2008–09) - John van 't Schip (2009, interim) - Martin Jol (2009–10) - Frank de Boer (2010–16) - Peter Bosz (2016–17) - Marcel Keizer (2017) - Erik ten Hag (2017–2022) - Alfred Schreuder (2022–2023) - John Heitinga (2023) - Maurice Steijn (2023–) |

## Președinți
| - Floris Stempel (1900–08) - Chris Holst (1908–10) - Han Dade (1910–12) - Christ Holst (1912–13) - Willem Egeman (1913–25) - Frans Schoevaart (1925–32) | - Marius Koolhaas (1932–56) - Wim Volkers (1956–58) - Jan Melchers (1958–64) - Jaap van Praag (1964–78) - Ton Harmsen (1978–88) - Michael van Praag (1989–03) | - John Jaakke (2003–08) - Uri Coronel (2008–11) - Hennie Henrichs (2011–20) - Frank Eijken (2020–prezent) |

## Palmares

### Național
- Eredivisie: 36

1917–18, 1918–19, 1930–31, 1931–32, 1933–34, 1936–37, 1938–39, 1946–47, 1956–57, 1959–60, 1965–66, 1966–67, 1967–68, 1969–70, 1971–72, 1972–73, 1976–77, 1978–79, 1979–80, 1981–82, 1982–83, 1984–85, 1989–90, 1993–94, 1994–95, 1995–96, 1997–98, 2001–02, 2003–04, 2010–11, 2011–12, 2012–13, 2013/14, 2018/19, 2020/21, 2021/22
- KNVB Cup: 18

1916–17, 1942–43, 1960–61, 1966–67, 1969–70, 1970–71, 1971–72, 1978–79, 1982–83, 1985–86, 1986–87, 1992–93, 1997–98, 1998–99, 2001–02, 2005–06, 2006–07, 2009–10
- Johan Cruijff Shield: 8

1993, 1994, 1995, 2002, 2005, 2006, 2007, 2013

#### Internațional

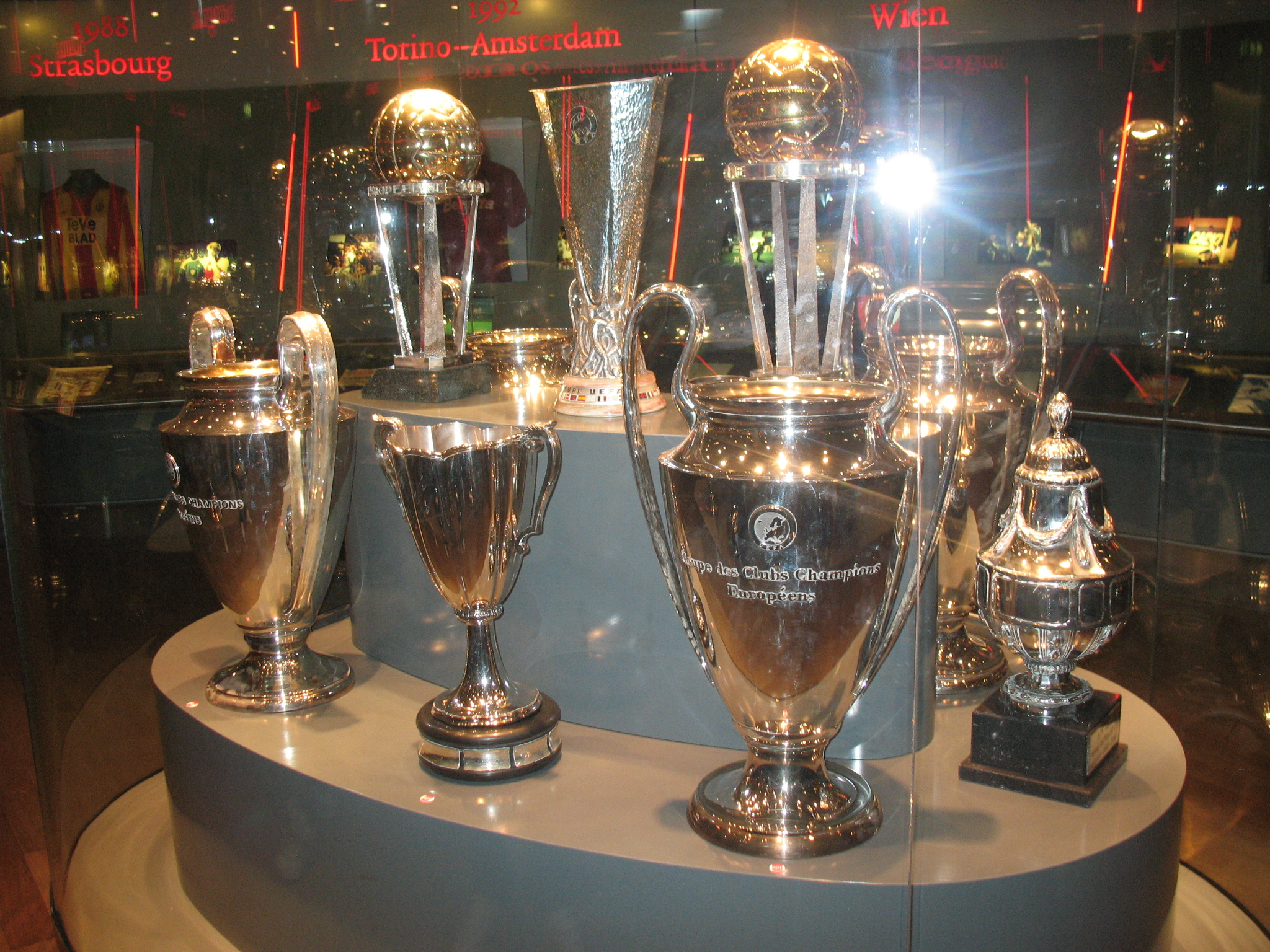
Câteva din trofeele internaționale ale Ajaxului

- Cupa Intercontinentală: 2

1972, 1995
- Liga Campionilor: 4

1971, 1972, 1973, 1995
- Cupa Cupelor UEFA: 1

1987
- Cupa UEFA: 1

1992
- Supercupa Europei: 2

1974, 1995

### Alte trofee
- Supercupa Europei 1972 - ediție oficial nerecunoscută de UEFA[20]
- Karl Rappan Cup: 1

1962
- Trofeo Santiago Bernabéu: 1

1992
- Trofeul Bruges Matins: 2

1994, 1997
- Trofeul Ted Bates: 1

2009
- Chippie Polar Cup: 1

2010

## Membrii clubului onorific
Ajax are un total de 45 de membri ai clubului onorific.
| - Uri Coronel - Johan Cruijff - Hennie Henrichs - Arie van Os | - Michael van Praag - Rob Been - Sjaak Swart |  |  |  |

| - Floris Stempel - Han Dade - Chris Holst - L.W. van Fliet - K.W.F. van der Lee - Henk Alofs - Frans Schoevaart - Jan Grootmeijer - J. Oudheusden | - Willem Egeman - Jan Schoevaart - Marius Koolhaas - Jordanus Roodenburgh - Theo Brokmann - F.H.W. de Bruijn - Jan de Boer - Frans Couton - A.L. Desmit | - Wim Anderiesen - Wim Volkers - Jan Elzenga - Roef Vunderink - Kick Geudeker - G. de Jongh - Jack Reynolds - Ferry Dukker - Arie de Wit | - W.F.C. Bruijnesteijn - Jan Westrik - Jaap van Praag - Henk Hordijk - M.J.W. Middendorp - Rinus Michels - Henk Timman - Jan Potharst - Bobby Haarms | - André Kraan - Willem Schoevaart |